# Alaskaterritoriet
Alaskaterritoriet (engelska: Territory of Alaska) var ett amerikanskt territorium som upprättades den 24 augusti 1912, och existerade fram till 3 januari 1959, då det omvandlades till delstaten Alaska genom Alaska Statehood Act. Alaskaterritoriet skapades ur Alaskadistriktet, som i sin tur hade skapats den 17 maj 1884.

### Fotnoter
1. ↑  ”Alaska” (på engelska). World Statesmen. http://www.worldstatesmen.org/US_states_A-D.html#Alaska. Läst 20 juli 2015.